# Beginenhofkirche Diest

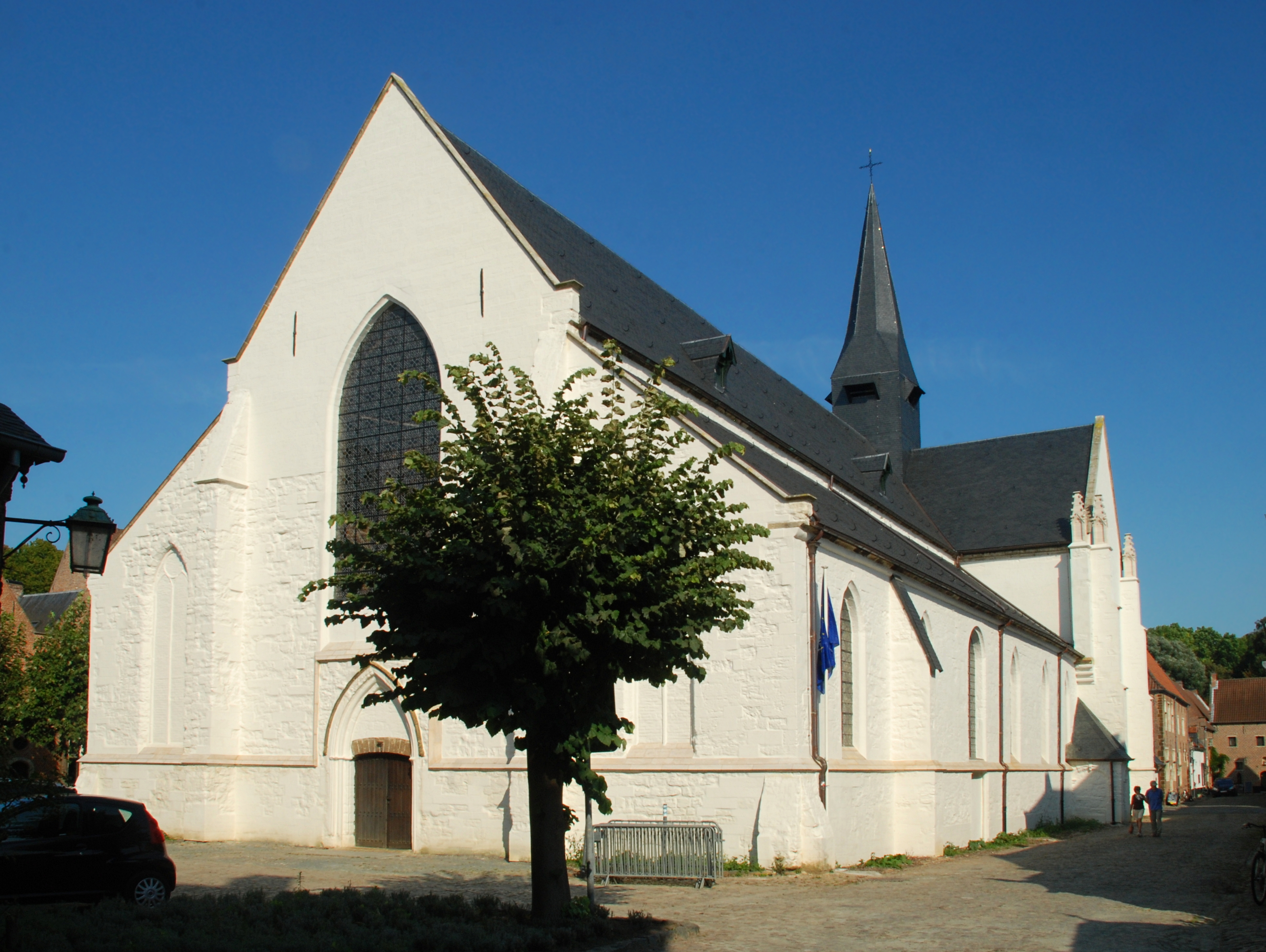
Beginenhofkirche Diest

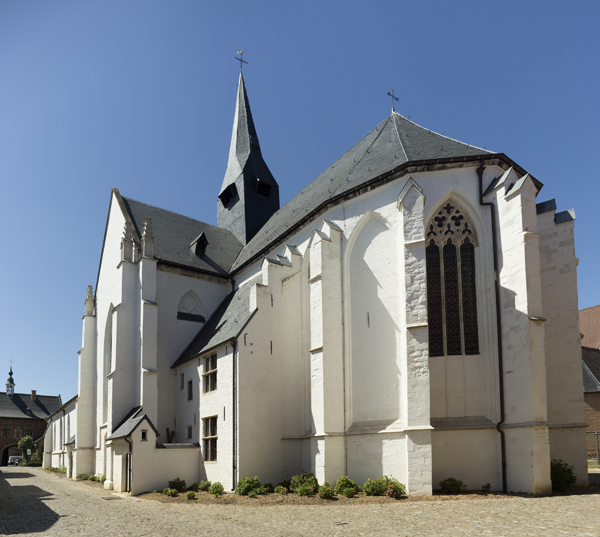
Südostansicht

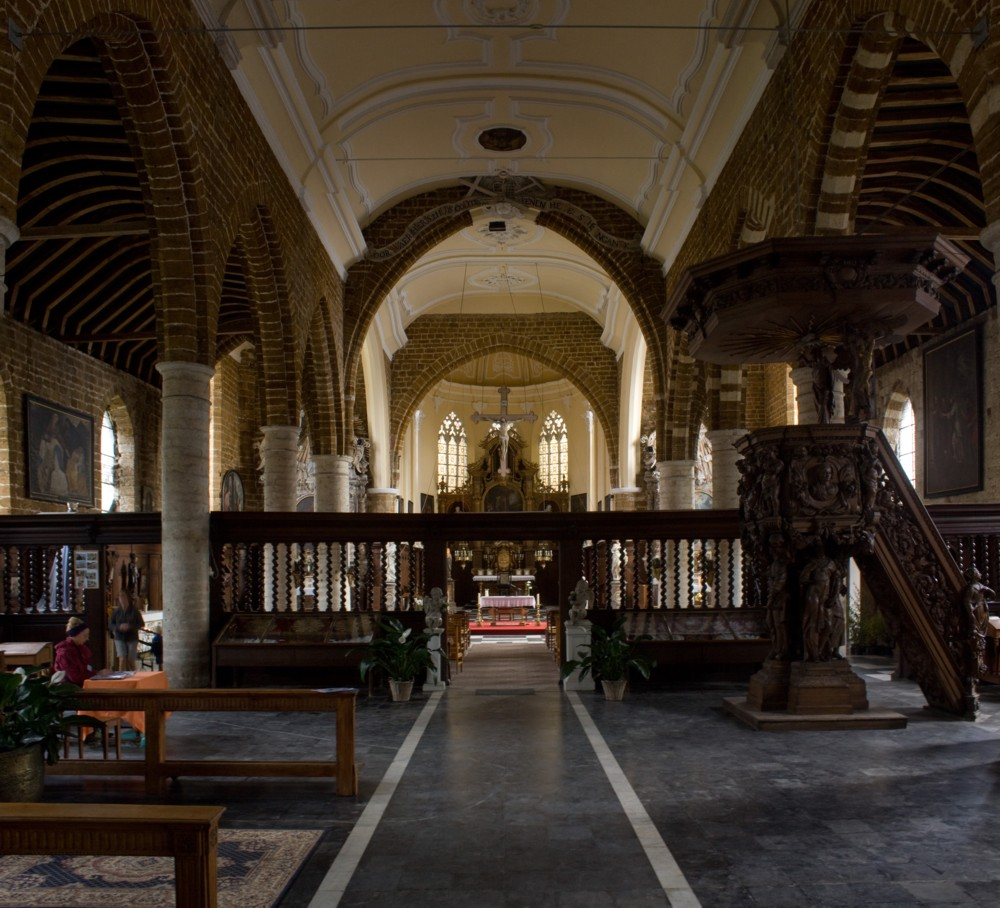
Innenansicht

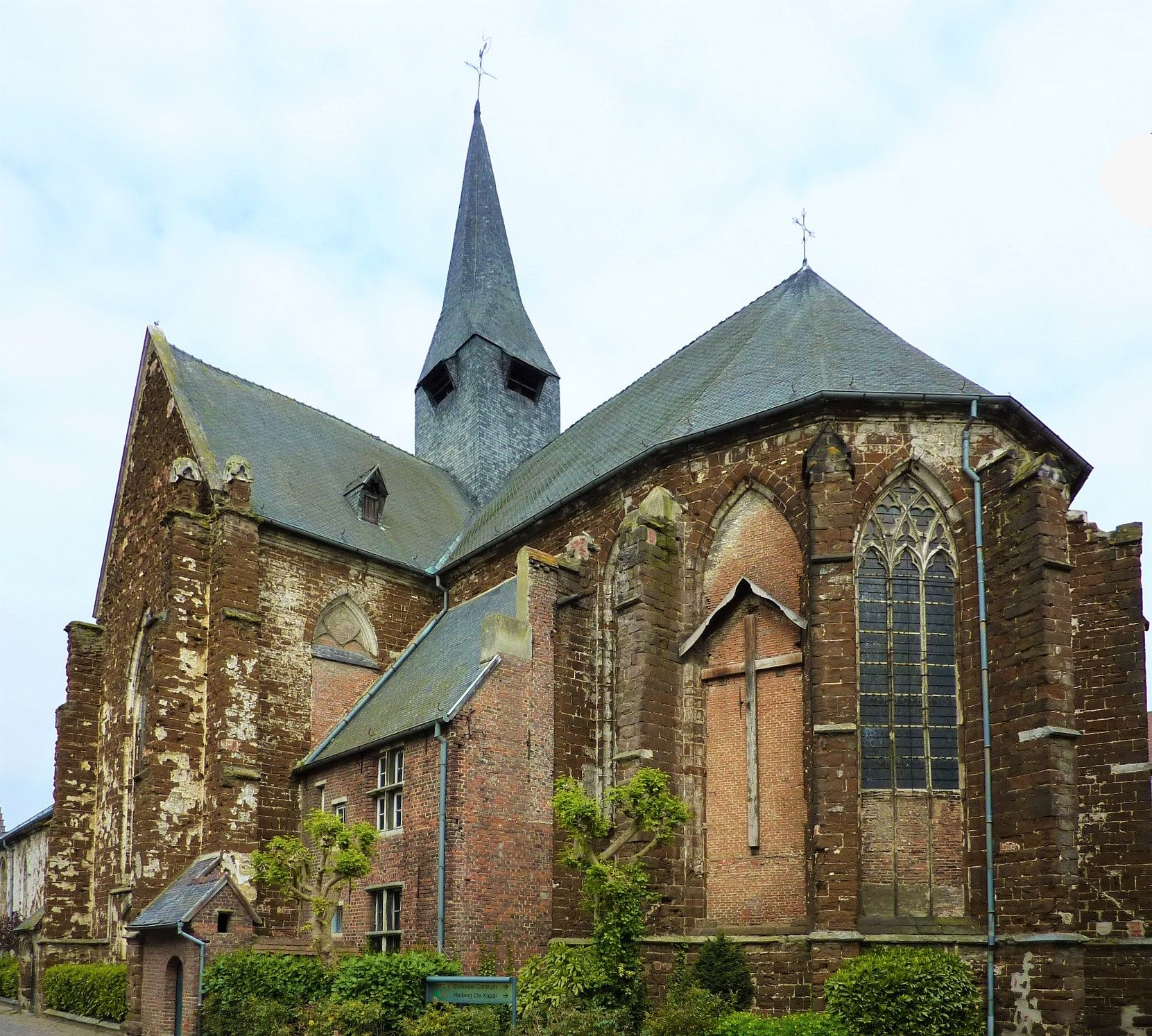
Blick zum Chor vor der Restaurierung. Erkennbar der für die Demergotik typische eisenerzhaltige Sandstein

Die Beginenhofkirche St. Katharina (niederländisch Begijnhofkerk Sint-Catharina) in Diest ist die im Stil der Demergotik errichtete Kirche des Beginenhofs Diest in der Provinz Flämisch Brabant. Sie steht unter Denkmalschutz.

## Geschichte und Architektur
Von der alten Kapelle, die um 1265 erbaut wurde, sind keine Reste mehr erhalten. Im 14. Jahrhundert wurde sie durch die heutige gotische Kirche aus Eisensandstein (heute weiß getüncht) ersetzt, die aus drei Schiffen mit sechs Jochen (um 1318), einem hohen, wenig vorspringenden Querschiff (um 1345) und einem einjochigen Chor mit siebenseitiger Apsis (um 1329) besteht, die vermutlich von Francon „de Lintris“ errichtet wurde. Auf der Nordseite befindet sich eine kleine Sakristei, die gleichzeitig mit dem Chor erbaut wurde; auf der Südseite eine Sakristei im traditionellen Stil (16. oder 17. Jahrhundert). Die Kirche zeigt eine schlichte, durch Strebepfeiler mit steiler Fase gegliederte Westfassade. Ein axialer Eingang mit bündigem Tympanon auf Säulenpaaren führt in die Kirche; ein hohes Fenster dient als einzige direkte Beleuchtung des Kirchenschiffs.
Das Mittelschiff ist pseudobasilikal erhöht und wird getragen von schlanken Sandsteinsäulen (Sockel unter dem um 1,30 m erhöhten Fußboden) getragen; ein korbbogiges Gewölbe aus Stuck im Rokokostil (drittes Viertel des 18. Jahrhunderts) ist anstelle des hölzernen Spitztonnengewölbes eingebaut; das erste Joch war früher durch einen Schrägbogen getrennt.
Die Seitenschiffe waren ursprünglich gewölbt mit aufsteigendem Gewölbe mit direkter Beleuchtung; im dritten Joch zwei jetzt zugemauerte Portale unter einem Oculus (daher die heutige Wandöffnung). Das mit einer Schiefertraufe bekrönte und durch kunstvollere Strebepfeiler verstärkte Querschiff war früher ebenso wie das Kirchenschiff und der Chor überdacht, mit hohen Glasfenstern in den Seitengiebeln über den Portalen, die im 18. Jahrhundert geschlossen wurden; ein runder Treppenturm ist in der Nordostecke eingebaut.
An die Querarme wurden im 17. Jahrhundert kleine, fein gestaltete Barockportale hinzugefügt. Der Chor wurde im 18. Jahrhundert mit Stuck überzogen; das entwickelte Maßwerk der Fenster ist teilweise zugemauert; eine Einwölbung war geplant, wie die Stürze in den Ecken der Apsis zeigen.

## Ausstattung
Zum Mobiliar gehören mehrere mehr oder weniger gut erhaltene Gemälde des 17. und 18. Jahrhunderts sowie Barockaltäre aus dem 17. Jahrhundert, von denen Fragmente in den Seitenschiffen mit wiederverwendeten Statuen erhalten sind. In den Seitenschiffen finden sich eine Chorschranke aus der gleichen Zeit und die Barockkanzel von J. Mason, 1671 (nach der Inschrift auf der ersten Stufe). Die fragmentarisch erhaltene Orgel ist ein Werk von Christian Penceler aus dem Jahr 1732 und wurde im Lauf der Zeit mehrfach umgebaut.